# Straßenbahn Rio de Janeiro
Die Straßenbahn Rio de Janeiro, auf Portugiesisch VLT Carioca für „Veículo Leve sobre Trilhos“ (Leichtes Schienenfahrzeug), ist ein ab 2016 eröffnetes Straßenbahnnetz im Zentrum und im Hafengebiet der Stadt Rio de Janeiro. Die Straßenbahn dient vor allem als Verbindung zwischen allen städtischen Nahverkehrsmitteln (Metro, Vorortzüge, Schiffe, Seilbahn) sowie dem innerstädtischen Flughafen Santos Dumont, dem zentralen Bahnhof Central sowie dem Kreuzfahrtschiffterminal.
Der Bau des Straßenbahnnetzes war Teil eines Revitalisierungsplanes des Zentrums von Rio de Janeiro, das im Zuge des Zuschlages für die Olympischen Spiele 2016 in der Stadt an Fahrt gewann. Die Straßenbahn ersetzte unter anderem die aufgeständerte Autobahn („Elevado da Perimetral“) und führt durch die Fußgängerzone Orla Conde an der Guanabara-Bucht.
Seit 2024 besteht das Straßenbahnnetz aus vier Linien mit 30 Haltestellen. Alle im Personenverkehr genutzten Strecken der Straßenbahn verfügen über keine Oberleitung, die 32 Alstom-Citadis-Züge nutzen Akkuladungen bzw. eine dritte, zwischen beiden Schienen eingelassene Stromschiene.
Außer dem modernen Straßenbahnnetz gibt es noch eine Linie des alten Netzes mit 1100 mm Spurweite, die den Stadtteil Santa Teresa mit dem Stadtzentrum verbindet. Die nördliche Endstation ist etwa einen halben Kilometer von der nächsten VLT-Haltestelle entfernt. Die Linie wird trotz Alltagsverkehr bewusst museal betrieben; neu beschafte Fahrzeuge sind Nachbauten historischer Wagen.

## Liniennetz
Das Liniennetz der Straßenbahn Rio de Janeiro besteht aus vier Linien.
| Linie | Linienweg |
| ----- | --- |
| 1     | Hinweg: Terminal Intermodal Gentileza – Rodoviária – Equador – Pereira Reis – Gamboa – Providência – Harmonia – Parada dos Navios – Parada dos Museus – São Bento – Candelária – Sete de Setembro – Carioca – Cinelândia – Antônio Carlos – Santos Dumont             |
| 1     | Rückweg: Santos Dumont – Antônio Carlos – Cinelândia – Carioca – Sete de Setembro – Candelária – São Bento – Parada dos Museus – Parada dos Navios – Utopia AquaRio – Cidade de Samba – Santo Cristo – Cordeiro de Graça – Rodoviária – Terminal Intermodal Gentileza |
| 2     | Hinweg: Praia Formosa – Rodoviária – Equador – Pereira Reis – Vila Olímpica – Central do Brasil – Saara – Praça Tiradentes – Rio Branco – Praça XV |
| 2     | Rückweg: Praça XV – Rio Branco – Praça Tiradentes – Saara – Central do Brasil – Gamboa – Santo Cristo – Cordeiro de Graça – Rodoviária – Praia Formosa |
| 3     | Central – Avenida Maréchal Floriano mit den Haltestellen Camerino und Santa Rita – (wie Linie 1:) Avenida Rio Branco – Avenida Beira Mar – Santos Dumont |
| 4     | Terminal Intermodal Gentileza – (wie Linie 2:) Rodoviaria – Central – Praça XV |

## Betrieb

### Fahrkarten

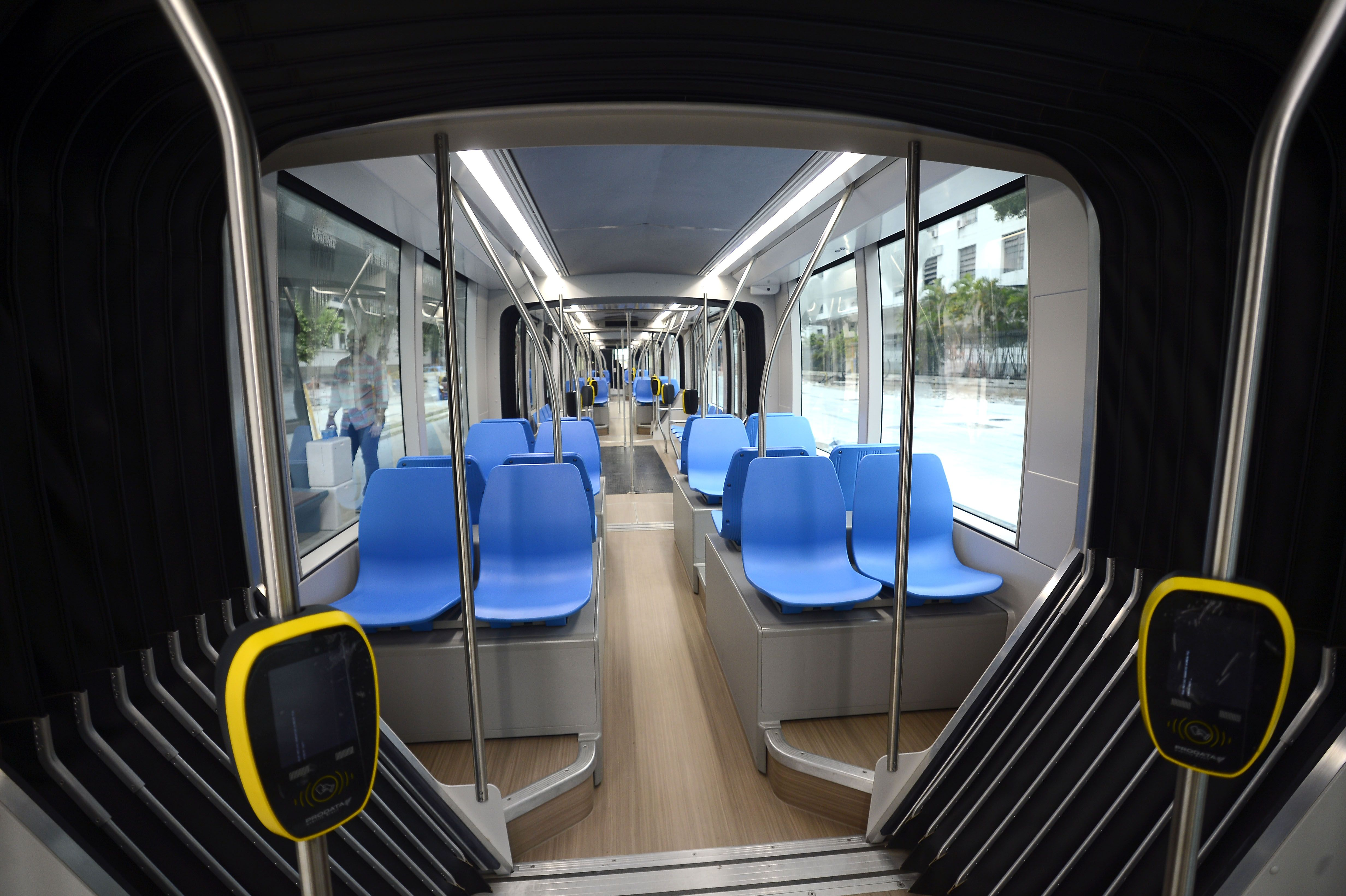
Innenraum eines Straßenbahnzuges, im Vordergrund die Fahrkartenentwerter

Fahrkarten für die Benutzung der Straßenbahn können an allen Haltestellen gekauft beziehungsweise aufgeladen werden. Die Straßenbahn ist Teil des Fahrkartenverbundes von Rio de Janeiro (Bilhete Único Carioca). Die Guthabenkarten für die städtischen Busse, das Bus-Express-System (BRT), die U-Bahn (Metrô), die Vorortzüge (SuperVia) und die Fähren können somit auch in den Straßenbahnen genutzt werden. Des Weiteren können auch die Guthabenkarten des Bundesstaates Rio de Janeiro (Bilhete Único Intermunicipal) sowie die RioCard genutzt werden. Die Entwertung (Abbuchung) erfolgt über Automaten innerhalb der Züge, Fahrkartenkontrolleure des Betreibers kontrollieren die Fahrgäste regelmäßig.
Das Umsteigen zwischen den Straßenbahnlinien ist kostenfrei möglich. Einzelfahrten umfassen nur Hin- und keine Rückfahrten.

### Haltestellen
Die Züge der Straßenbahn halten an fest installierten Haltestellen mit Seiten- oder Mittelbahnsteigen. Die Mehrheit der Haltestellen sind offene Haltepunkte ohne Zugangskontrollen und sind mit Rampen, dynamischen Fahrzielanzeigen und Fahrkartenautomaten ausgestattet. Einige wenige Haltestellen mit hohem Fahrgastaufkommen (Praça XV, Central und Rodoviária) sind geschlossene Haltestellen, bei denen eine Zugangskontrolle über Sperren stattfindet.
Bei Großveranstaltungen können auch offene Haltestellen temporär mit Zugangssperren ausgestattet werden. Dies geschah unter anderem bei der Haltestelle Parada dos Navios während der Olympischen Spiele 2016 und der Haltestelle Parada dos Museus während des Karnevals 2017.

### Fahrplan
Die Züge des Straßenbahnsystems fahren täglich zwischen 6:00 Uhr und 24:00 mit Taktzeiten zwischen 7 und 15 Minuten, variierend nach Tageszeit und Linie. An Haltestellen mit zwei Linien verkürzt sich der Takt auf einen 3-Minuten-Takt. Zwischen 20:00 und 24:00 verkehrt die Linie 2 nur zwischen den Haltestellen Central und Praça XV.

### Züge

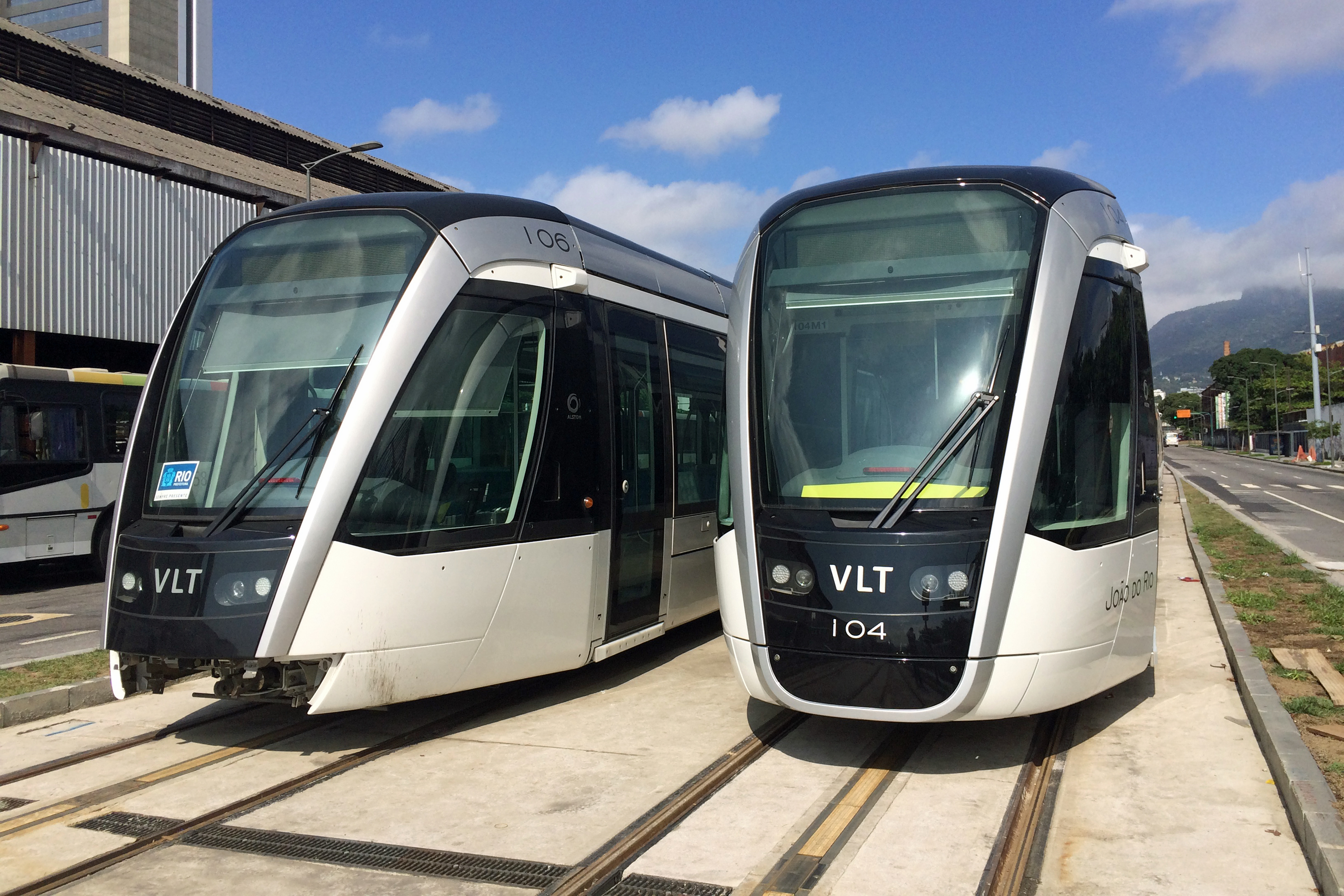
Für das Straßenbahnnetz fertigte Alstom 32 Züge des Typs Alstom Citadis an

Für das Straßenbahnsystem bestellte der Betreiber 32 Züge des Models Alstom Citadis 402 beim französischen Fahrzeughersteller Alstom. Die Alstom Citadis 402 sind siebenteilige Zweirichtungszüge in Niederflurbauweise. Die Züge sind 44 Meter lang, 2,65 Meter breit und 3,82 Meter hoch und besitzen acht Türen auf jeder Seite. Alle Züge sind mit Klimaanlagen und 28 Fahrkartenentwertern ausgestattet. In einem Zug können bis zu 420 Fahrgästen fahren.
Die Züge besitzen zwar klassische Stromabnehmer auf dem Dach, dennoch erfolgt die Stromeinspeisung im gesamten Netz über eine dritte, im Boden eingelassene Stromschiene, ein von Alstom entwickeltes System mit dem Namen „Alimentation Par Sol“. Auf einigen Abschnitten, insbesondere im Bereich großer Kreuzungen, ist die dritte Schiene nicht elektrifiziert, sodass die Züge auf einen internen Akku zurückgreifen, der über Bremsstromrückspeisung geladen wird. Lediglich im Bereich des Betriebshofes nutzten die Züge ihre Stromabnehmer. Ein ähnliches, oberleitungsfreies System wurde erstmals auf Teilabschnitten der 2003 eröffneten Straßenbahn Bordeaux genutzt und ist inzwischen auch in weiteren Städten im Einsatz (Reims, Orléans, Tours, Dubai etc.).
Die Züge sind mit den Nummer 101 bis 132 durchnummeriert und tragen Namen von Persönlichkeiten der Stadt Rio de Janeiro. Die ersten fünf Züge wurde in der Alstom-Fabrik in La Rochelle in Frankreich produziert, die 27 übrigen in Taubaté im Bundesstaat São Paulo.
Die Züge sind mit audiovisuellen Systemen ausgestattet, über das die Fahrgäste auf Portugiesisch und Englisch über die nächste Haltestellen informiert werden. Die Journalistin Christiana Araripe sprach die Ansagen ein. Die Jingles und Melodien wurden von Zanna Sound produziert, die auch für die Soundproduktion für die Metrô von Rio de Janeiro verantwortlich war.

### Betreiber

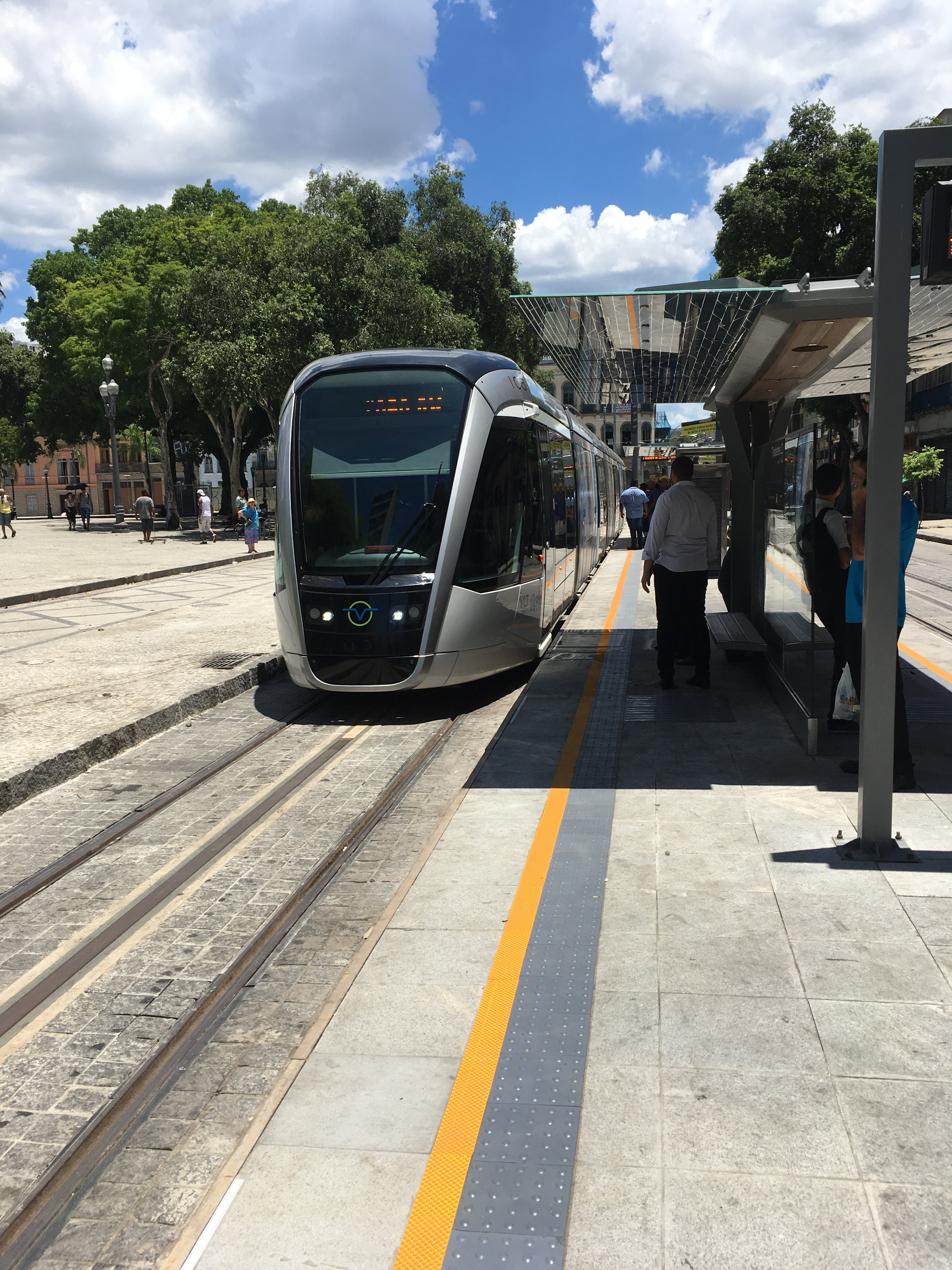
Die Züge halten an Straßenbahnhaltestellen, die fest gebaut und überdacht sind. Alle Haltestellen sind mit Fahrkartenautomaten ausgestattet.

Eigentümerin des Straßenbahnnetzes ist die Stadt Rio de Janeiro, die wiederum eine Konzession des Betriebes über 25 Jahre – 2013 bis 2038 – an das brasilianisch-internationale Betreiberkonsortium VLT Carioca S.A. vergeben hat. Das Konsortium besteht aus vier brasilianischen Unternehmen und zwei ausländischen Unternehmen:
- Invepar, Konzessionär der Metrô von Rio de Janeiro, des Expressbus-Systems TransOlímpica sowie der Autobahn Linha Amarela (Anteil 24,9317 %)
- Odebrecht TransPort, Konzessionär des Vorortbahnverkehrs SuperVia und Mitkonzessionär des Flughafens Rio de Janeiro-Antônio Carlos Jobim (Anteil 24,9317 %)
- CCR, unter anderem Betreiber des Fährverkehrs Rio de Janeiro–Niterói sowie Mitkonzessionär des Expressbus-Systems TransOlímpica (Anteil 24,9317 %)
- RioPar, Betreiber zweier Busterminals im Zentrum von Rio de Janeiro sowie des Fahrkartensystems RioCard (Anteil 24,9317 %)
- Benito Roggio Transport, Betreiber der Subte von Buenos Aires, via Metrovías (Anteil 0,2506 %)
- RATP; Betreiber des städtischen Pariser Nahverkehrs (Anteil 0,0226 %)

## Geschichte

### Ausschreibungsverfahren
Im Rahmen der Erneuerung des Hafengebiets Rio de Janeiro im Zuge der Vorbereitung auf die Olympischen Spiele – bekannt unter dem Namen „Porto Maravilha“ – plante die Stadtverwaltung (Prefeitura) auch ein neues Verkehrsmittel als Bindeglied zwischen den verschiedenen bereits vorhandenen Verkehrsträgern der Stadt zu errichten. Gleichermaßen sollte die Chance eines Straßenbahnbaus genutzt werden, die Verkehrsführung zahlreicher Straßen zu verändern bzw. den Autoverkehr zu reduzieren. Die Stadtverwaltung begann den Ausschreibungsprozess am 9. Juli 2012 mit einem Interessenbekundungsverfahren. Die Ausschreibung für den Bau, Betrieb und Instandhaltung des neuen Verkehrsmittels begann am 30. April 2013. Ein Konsortium (siehe Abschnitt „Betreiber“) aus Invepar, Odebrecht Transport, CCR, Rio, Benito Roggio Transporte und RATP gewann den Wettbewerb.
Erste Vorbereitungsarbeiten begannen durch den Konzessionär des Hafengebiets bereits 2012. Dieser eröffnete unter anderem den bereits zu Zeiten des brasilianischen Kaiserreichs gebauten Túnel da Marítima wieder, begann mit dem Bau des Túnel Nina Rabha sowie dem Abriss der prägenden aufgeständerten Autobahn Elevado da Perimetral.

### Bau

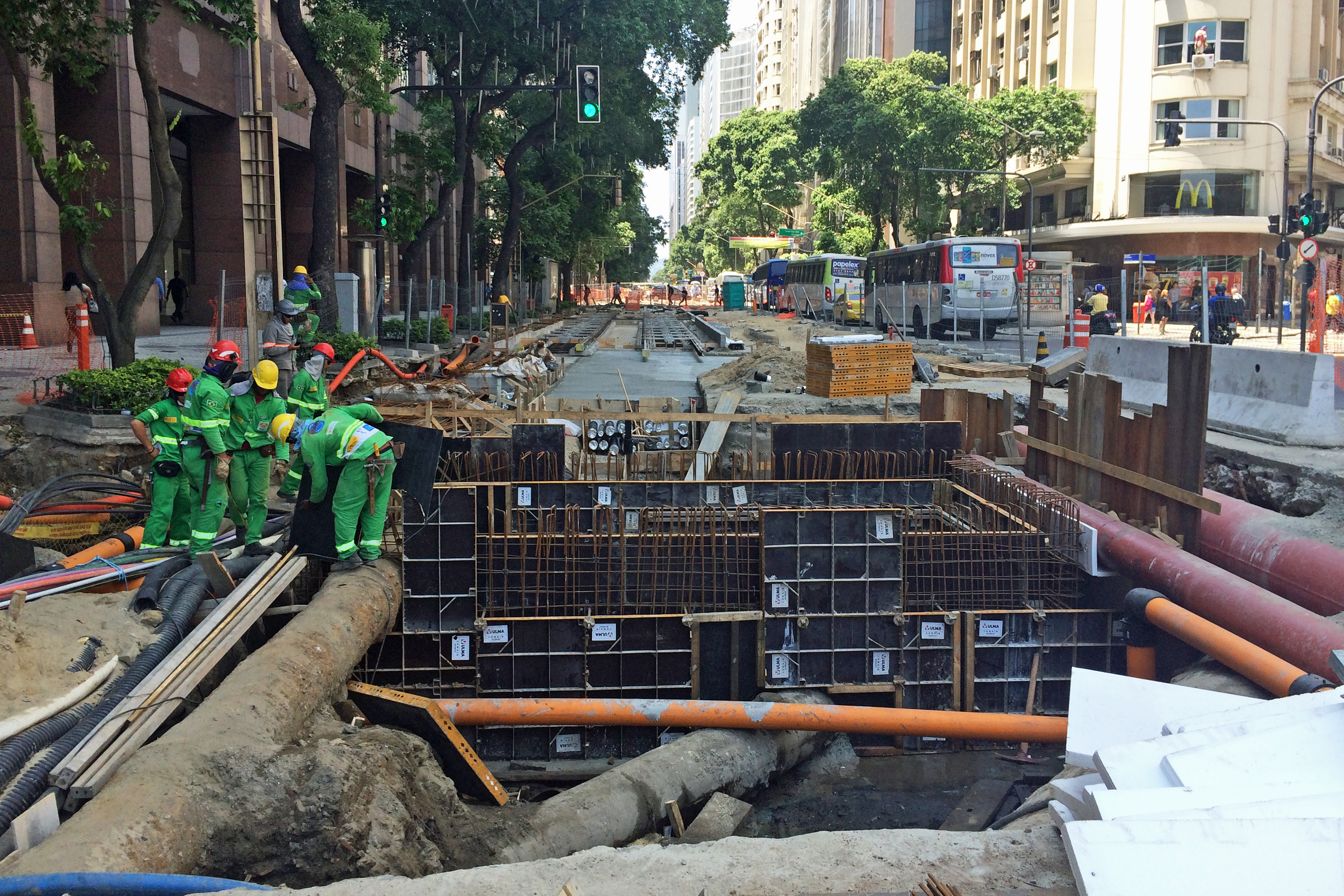
Bauarbeiten für die Straßenbahnstrecke an der Praça Mauá (November 2015)

Die tatsächlichen Bauarbeiten für das neue Straßenbahnsystem begannen im September 2014 im Stadtteil Santo Cristo und zogen sich bis April 2015 über die gesamte Strecke der Linien 1 und 2 hin. Zur gleichen Zeit eröffnete die Stadtverwaltung die erneuerte Hafenpromenade Ola Conde und wandelte einen Teil der Avenida Rio Branco in eine Fußgängerzone um. Bereits ein Jahr nach Beginn der Bauarbeiten, im Oktober 2015, führte der Betreiber die ersten Testfahrten auf einem Abschnitt der Linie 1 zwischen den Haltestellen Rodoviária und Praça Mauá durch. Anfang 2016 wurde die Testfahrten bis Cinelândia verlängert. Die ersten Testfahrten auf dem Abschnitt der Linie 2 begannen im zweiten Halbjahr 2016.
Der Bau des neuen Straßenbahnsystems kostete 1557 Millionen Reais (etwa 400 Millionen Euro). Von den Baukosten trug die brasilianischen Bundesregierung im Rahmen des Bundesprogramms „Programa de Aceleração do Crescimento da Mobilidade“ (Konjunkturprogramm für Mobilität) etwa mit 525 Millionen Reais ein Drittel der Baukosten. Weitere 632 Millionen Reais wurden über eine öffentlich-private-Partnerschaft (ÖPP) finanziert.

### Eröffnung

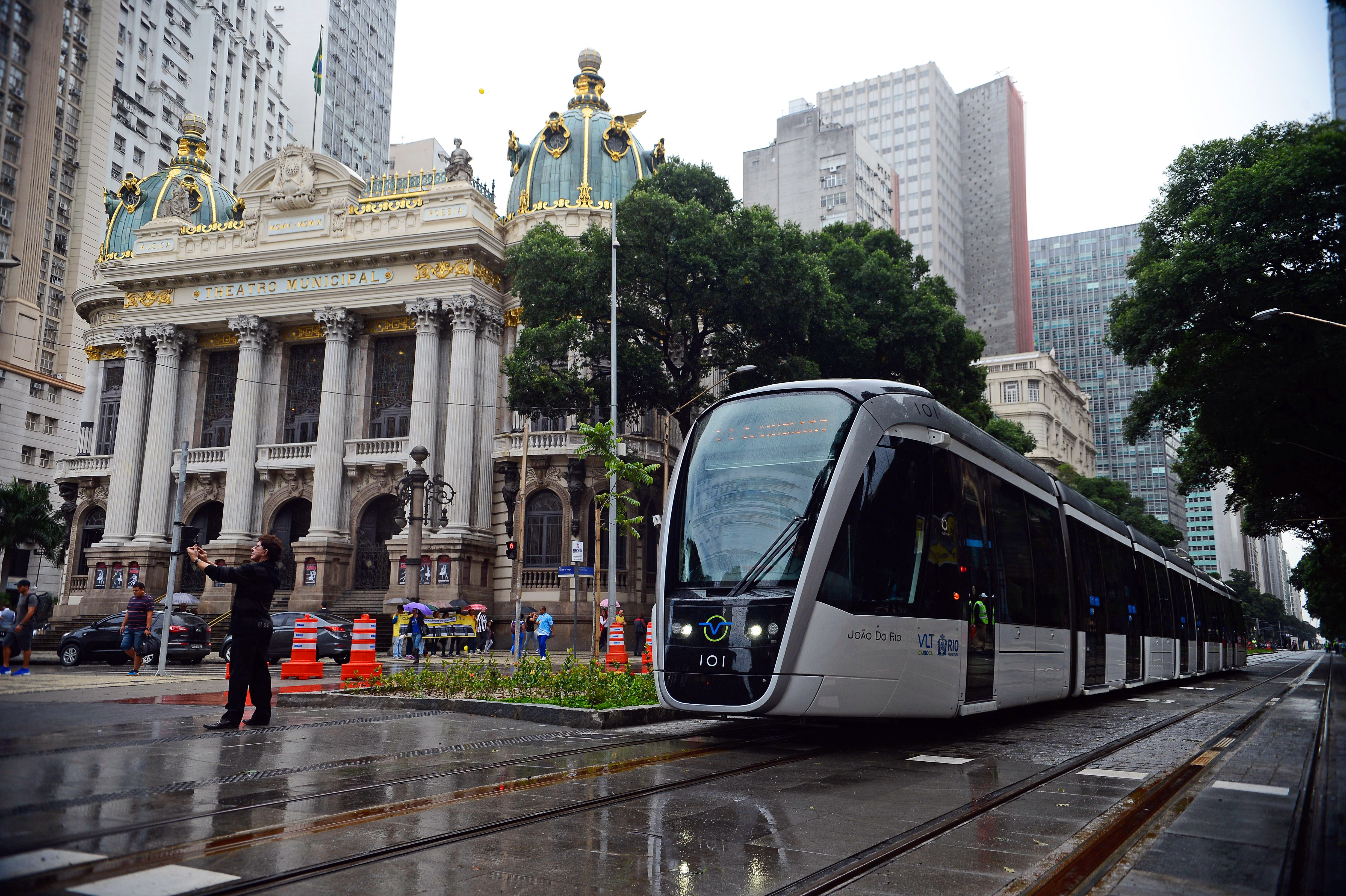
Eröffnungsfahrt am 5. Juni 2016 am Theatro Municipal

Die Eröffnung des neuen Straßenbahnsystems mit dem Namen VLT Carioca fand am 5. Juni 2016 nach Rund 18 Monaten Bauzeit zwischen den Haltestellen Santos Dumont und Parada dos Museus statt. Schrittweise eröffnete die Stadtverwaltung gemeinsam mit dem Betreiber die weiteren Streckenabschnitte bis Dezember 2017. Zunächst verkehrte die Straßenbahn jedoch nur im öffentlichen, kostenfreien Testbetrieb von Montag bis Freitag, von 12 bis 15 Uhr, im 20-Minuten-Takt. Schrittweise verlängerte der Betreiber die Betriebszeiten, bereits Ende Juni 2016 fuhren die Straßenbahn werktäglich zwischen 8 und 17 Uhr, ab Juli 2016 auch am Wochenende. Der öffentliche, kostenfreie Testbetrieb auf der Linie 2 begann mit Eröffnung im Februar 2017.
- 5. Juni 2016: Santos Dumont–Parada dos Museus (Linie 1)
- 12. Juli 2016: Verlängerung Parados dos Museus–Rodoviária (Linie 1)
- 6. Februar 2017: Eröffnung Praça XV–Saara (Linie 2)
- 4. Juni 2017: Eröffnung des zweiten Gleises Gamboa–Parada dos Navios (Linie 1)
- 21. Oktober 2017: Verlängerung Saara–Rodoviária (Linie 2)
- 2. Dezember 2017: Verlängerung Rodoviária–Praia Formosa (Linie 1 + 2)
- 26. Oktober 2019: Eröffnung Linie 3

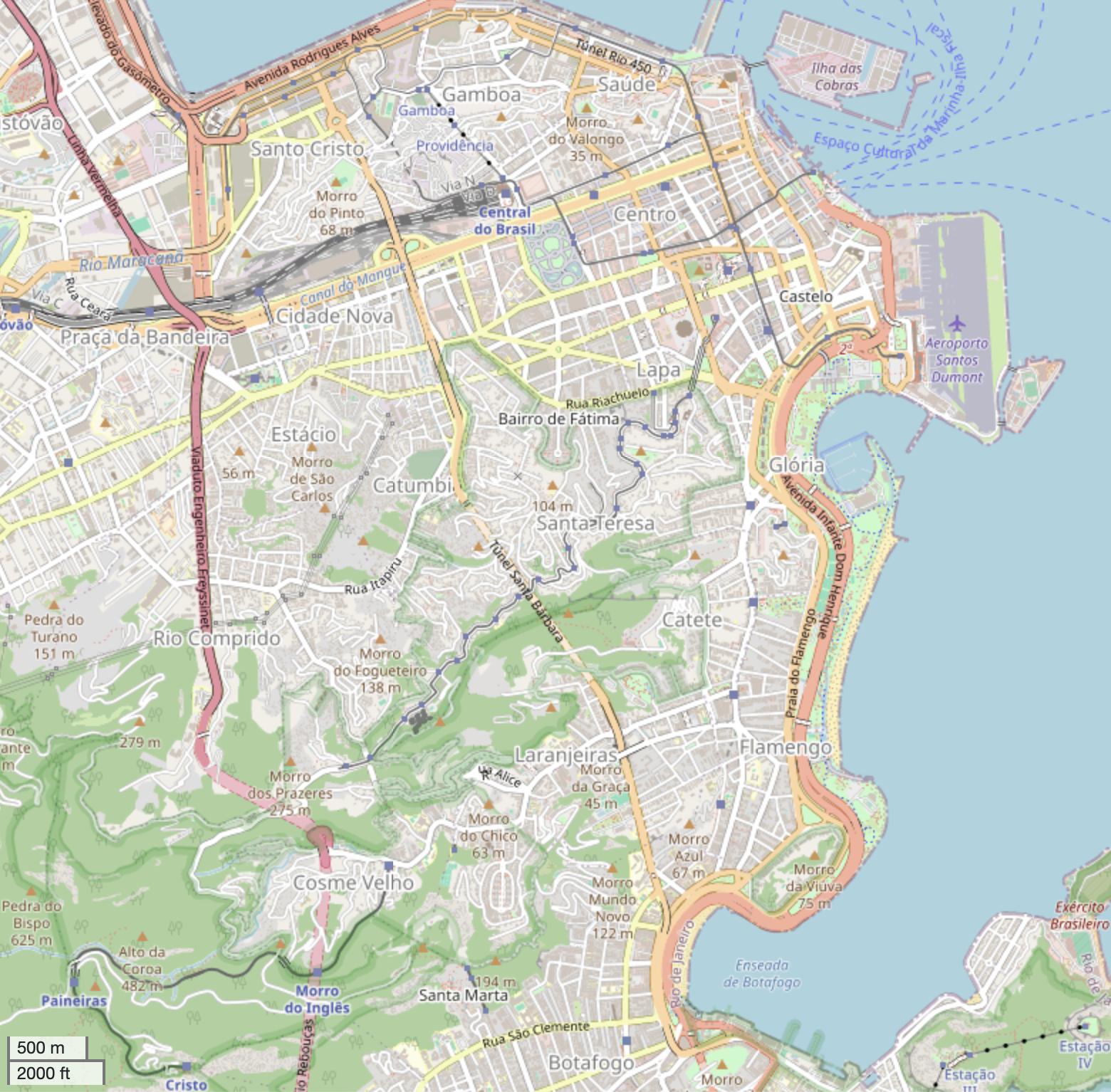
Schienen-ÖPNV in Rio: im Norden modernes Straßenbahnnetz VLT, diagonal geschlängelt die Santa-Teresa-Strecke, links unten die Corcovado-Bergbahn,
Metrostationen ohne Streckendarstellung, Seilbahnen: oben im Zentrum und rechts unten auf den Zuckerhut

Zur Ergänzung des bestehenden Netzes begannen Anfang 2018 die Bauarbeiten für eine Querstrecke zwischen den Linie 1 und 2 durch die Avenida Marechal Floriano, um eine ergänzende Linie 3 zwischen dem Flughafen Santos Dumont und dem Hauptbahnhof Central do Brasil anbieten zu können. Baulich war die Strecke seit Mai 2019 fertiggestellt, eine Eröffnung wurde jedoch mehrmals verschoben, da die Stadt und der Betreiber über die Subventionierung des Gesamtsystems diskutierten. Die Eröffnung erfolgte letztendlich am 26. Oktober 2019.
- Am 1. April 2024 wurde das Netz um einen kurzen weiteren westlichen Ast zum neu in Betrieb genommenen Fernbusbahnhof Terminal Intermodal Gentileza in Betrieb genommen. Er wird von den VLt-Linien 1 und 4 bedient.

## Ausbau
Mit Eröffnung der Linien 1, 2, 3 und 4 ist das Grundnetz der Straßenbahn von Rio de Janeiro fertiggestellt.
Im Dezember 2023 legte die Brasilianische Entwicklungsbank der Stadtverwaltung von Rio de Janeiro eine Studie zur Wiederbelebung der zentralen Region der Stadt vor. Darin wird unter anderem vorgeschlagen, die Straßenbahn vom Busbahnhof Novo Rio (Haltestelle Praia Formosa) bis zum Praça XV zu verlängern, durch das Stadtviertel Lapa zu führen und eine Verbindung zum Central do Brasil herzustellen. Außerdem wurde in derselben Studie eine Verlängerung von der Station Santos Dumont nach Marina da Glória vorgeschlagen.
Schon früher dachte die Stadt Rio de Janeiro einerseits an eine Verlängerung in Richtung Marina da Glória und anderseits via Cidade Nova zum Stadtteil São Cristóvão an. Es gab jedoch weder damals noch heute (2024) detaillierte Pläne oder Zeitangaben für die Verwirklichung.